# Beetham Tower (Manchester)
La Beetham Tower est un gratte-ciel situé dans la ville de Manchester, en Angleterre.
Construit de 2004 à 2006, il mesure 168 m de haut et comporte 48 étages. Le bâtiment est nommé ainsi d'après ses concepteurs, la Beetham Organization. Il a été conçu par l'architecte Ian Simpson et construit par l'entreprise Carillion. 
Le gratte-ciel est aussi connu sous le nom de Hilton Manchester, il contient en effet un hôtel Hilton jusqu'au 23e étage, les autres niveaux étant occupés par des appartements. Il comporte également deux niveaux souterrains, des espaces de stationnement pour les résidents des appartements.
Cette tour a la particularité de produire un son intense en présence de vent violent. Un effet non prévu par l'architecte lors de la conception.